# كأس رابطة الدول المستقلة 1999
كأس رابطة الدول المستقلة 1999 (بالإنجليزية: 1999 Commonwealth of Independent States Cup)‏ هو موسم من كأس رابطة الدول المستقلة. أقيم بتاريخ 1999، وبمشاركة  16 فريقاً، وفاز فيه سبارتاك موسكو.